# Велика королева на папері верже

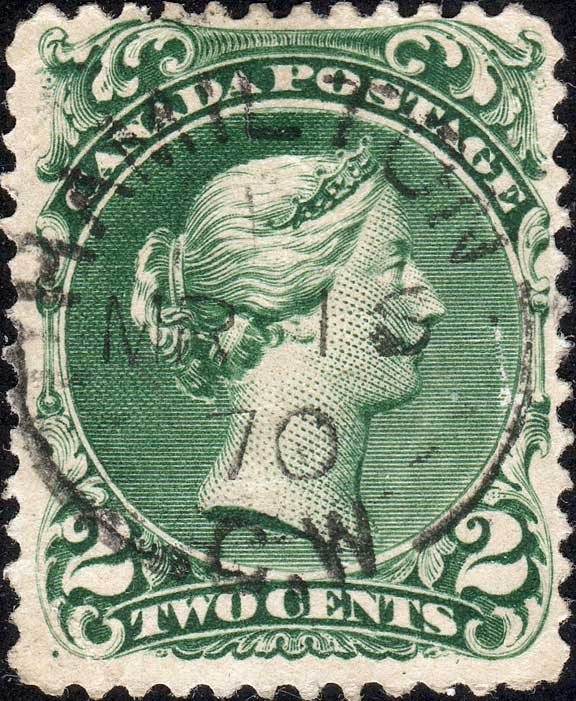

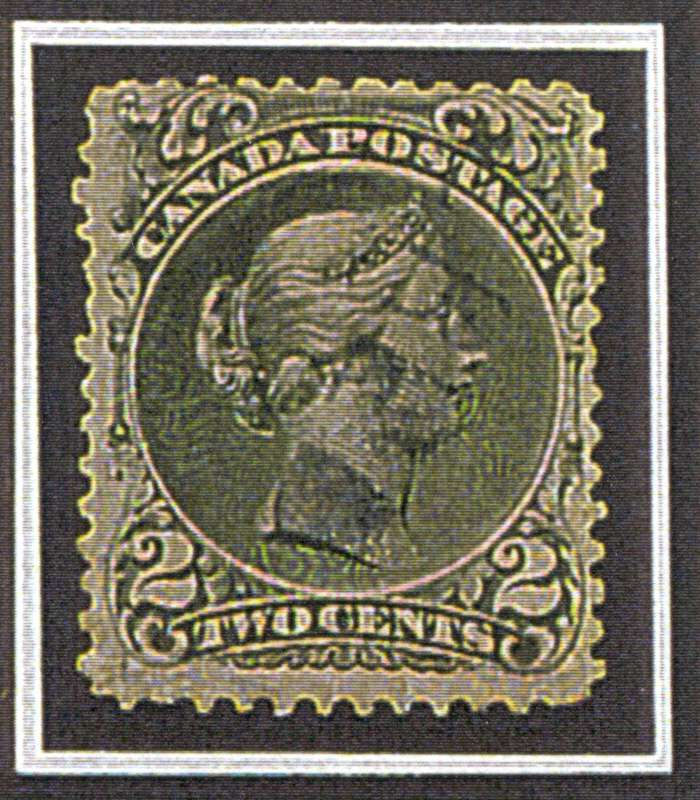

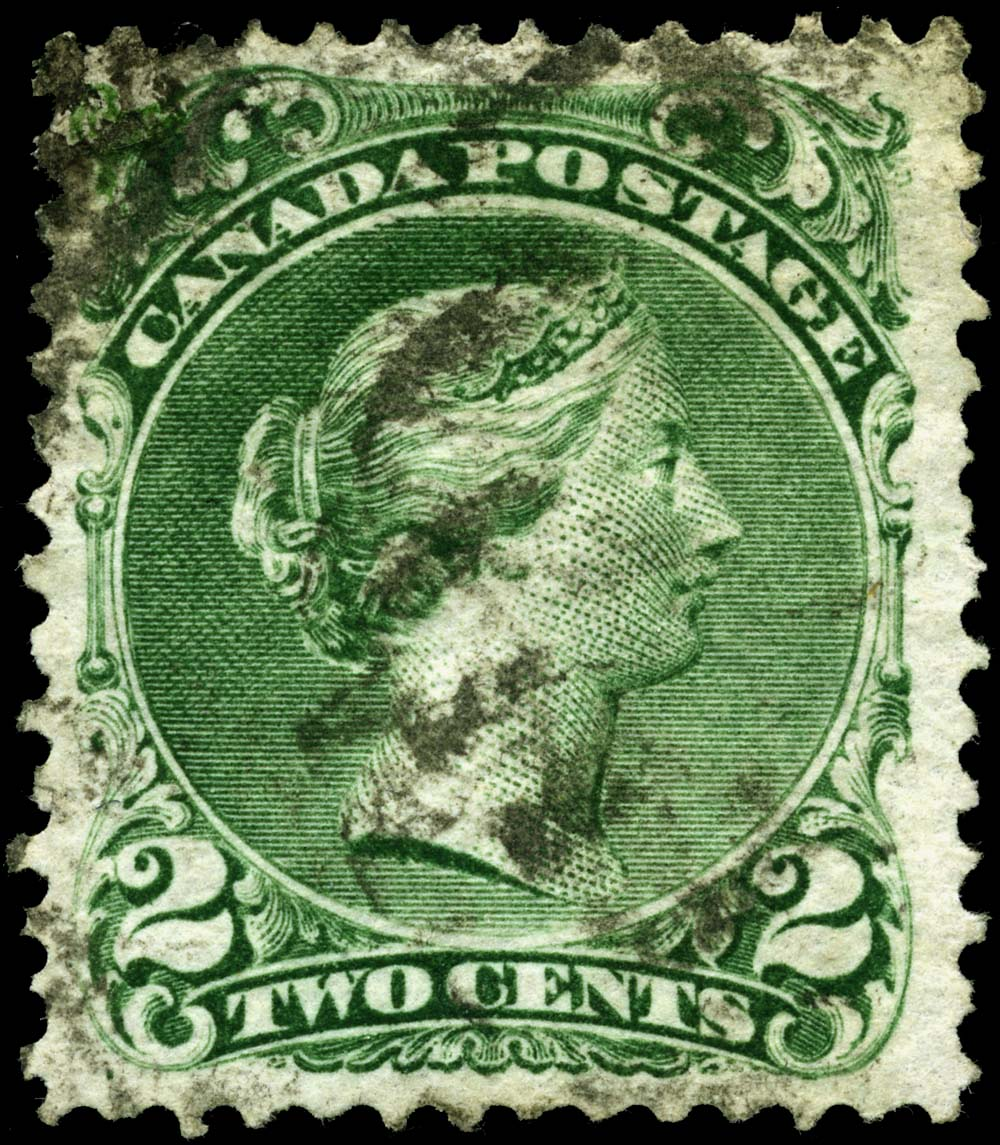

«Велика королева на папері верже» (англ. 2¢ Large Queen on laid paper) — філателістична назва канадської стандартної поштової марки 1868 року випуску номіналом у два центи.

## Історія
Першим британським домініоном стала Канада, яка отримала такий статус 1 липня 1867 року. До її складу увійшли провінції, колонії та території Британської Північної Америки. 1 квітня наступного року уряд Канади ввів в обіг нову серію марок, яка у філателістичних колах отримала назву «Великі королеви». На марках був зображений профіль королеви Вікторії по гравюрі Чарльза Генрі Джинса. Основна частина тиражу була надрукована на веленевому папері. Невелика кількість з номіналом у 1, 2 і 3 центи — на папері верже.
«Великі королеви» були в обігу порівняно недовго — у 1870 році їх змінили «Малі королеви», які мали менший розмір. Це було необхідно для зменшення терміну виготовлення однієї марки. «Малі королеви» неодноразово додруковувалися (востаннє у 1897 році). У 1893 році були випущені поштові марки номіналом 20 і 50 центів з портретом Вікторії у три чверті (3/4).
Про існування марок номіналом в один і три центи на папері верже було відомо давно, хоча вони й трапляються досить рідко. У 1925 році з'явилося інформація, про існування марки зеленого кольору номіналом 2 центи на папері верже, хоча багато авторитетних джерел висловлювали сумнів в її автентичності. До каталогу «Скотта» її включили лише в тридцятих роках. 12 грудня 1935 року експертна комісія при Королівському товаристві філателістів підтвердила автентичність марки.
У жовтні 1950 року канадський філателіст Казимир Білецький придбав другу марку «Великої королеви на папері верже» за 3800 доларів. Наприкінці XX століття обидві марки належали канадському колекціонеру Браєну Гранту Даффу.
Влітку 2013 року була виявлена третя марка, її придбали за п'ять доларів. Марку відправили на експертизу, перевірили її за всіма параметрами і визнали справжньою.
Усі три марки — гашені. Аукціонна оцінна вартість однієї становить 250 тисяч доларів США (375 тисяч канадських доларів). По каталогу «Скотта» — 175 тисяч доларів США (2006 рік).
У каталозі «Скотта» — номер 32. Вважається найрідкіснішою поштовою маркою Канади.